# 1029
| [ Edytuj tabelę ]              |                                                      |
| Król Polski                    | - 1025 Mieszko II Lambert 1031                       |
| Król Angkoru                   | - 1010 Surjawarman I 1048                            |
| Król Anglii                    | - 1014 Knut Wielki 1035                              |
| Hrabia Aragonii i król Nawarry | - 1000 Sancho III Wielki 1035                        |
| Hrabia Barcelony               | - 1017 Berengar Rajmund I 1035                       |
| Książę Bawarii                 | - 1026 Henryk VI 1041                                |
| Książę Burgundii               | - 1016 Henryk I 1032                                 |
| Cesarz Bizancjum               | - 1028 Roman III Argyros 1034                        |
| Cesarz Chin                    | - 1022 Song Renzong 1063                             |
| Książę Czech                   | - 1012 Oldrzych 1033                                 |
| Król Danii                     | - 1018 Knut Wielki 1035                              |
| Władca Egiptu                  | - 1021 Az-Zahir 1036                                 |
| Król Francji                   | - 996 Robert II Pobożny 1031                         |
| Król Gruzji                    | - 1027 Bagrat IV 1072                                |
| Hrabia Holandii                | - 993 Dirk III 1039                                  |
| Cesarz Japonii                 | - 1016 Go-Ichijō 1036                                |
| Kalif                          | - 991 Al-Kadir 1031                                  |
| Hrabia Kastylii                | - 1017 Garcia II Sanchez 1029 - 1029 Sancho III 1035 |
| Król Kastylii                  | - 1000 Sancho III 1035                               |
| Wielki książę Kijowa           | - 1019 Jarosław Mądry 1054                           |
| Patriarcha Konstantynopola     | - 1025 Aleksy I Studyta 1043                         |
| Władca Korei                   | - 1009 Hyŏnjong 1031                                 |
| Król Leónu                     | - 1028 Bermudo III 1037                              |
| Król Norwegii                  | - 1028 Knut Wielki 1035                              |
| Książę Obodrzyców              | - 1029 Racibor 1043                                  |
| Hrabia Palatynatu              | - 994 Ezzon 1034                                     |
| Papież                         | - 1024 Jan XIX 1032                                  |
| Hrabia Portugalii              | - 1028 Mendo III 1050                                |
| Cesarz rzymski (niemiecki)     | - 1027 Konrad II 1039                                |
| Książę Saksonii                | - 1011 Bernard II 1059                               |
| Król Szkocji                   | - 1005 Malcolm II 1034                               |
| Król Szwecji                   | - 1022 Anund Jakub 1050                              |
| Doża Wenecji                   | - 1026 Pietro Barbolano 1032                         |
| Król Węgier                    | - 1000 Stefan I Święty 1038                          |

Rok 1029 / MXXIX
stulecia: X wiek ~
XI wiek ~
XII wiek

lata: 1019 «
1024 «
1025 «
1026 «
1027 «
1028 «
1029
» 1030
» 1031
» 1032
» 1033
» 1034
» 1039

## Wydarzenia w Polsce
- Mieszko II po zawarciu sojuszu z Lucicami (poganami zamieszkującymi Połabie) odparł atak cesarza Konrada II
- książę czeski Udalryk odebrał Polakom Morawy

## Zmarli
- data dzienna nieznana :
  - Garcia II Sanchez, otatnii hrabia Kastylii z dynastii laryjskiej (ur. ?)